# Wenigemarkt

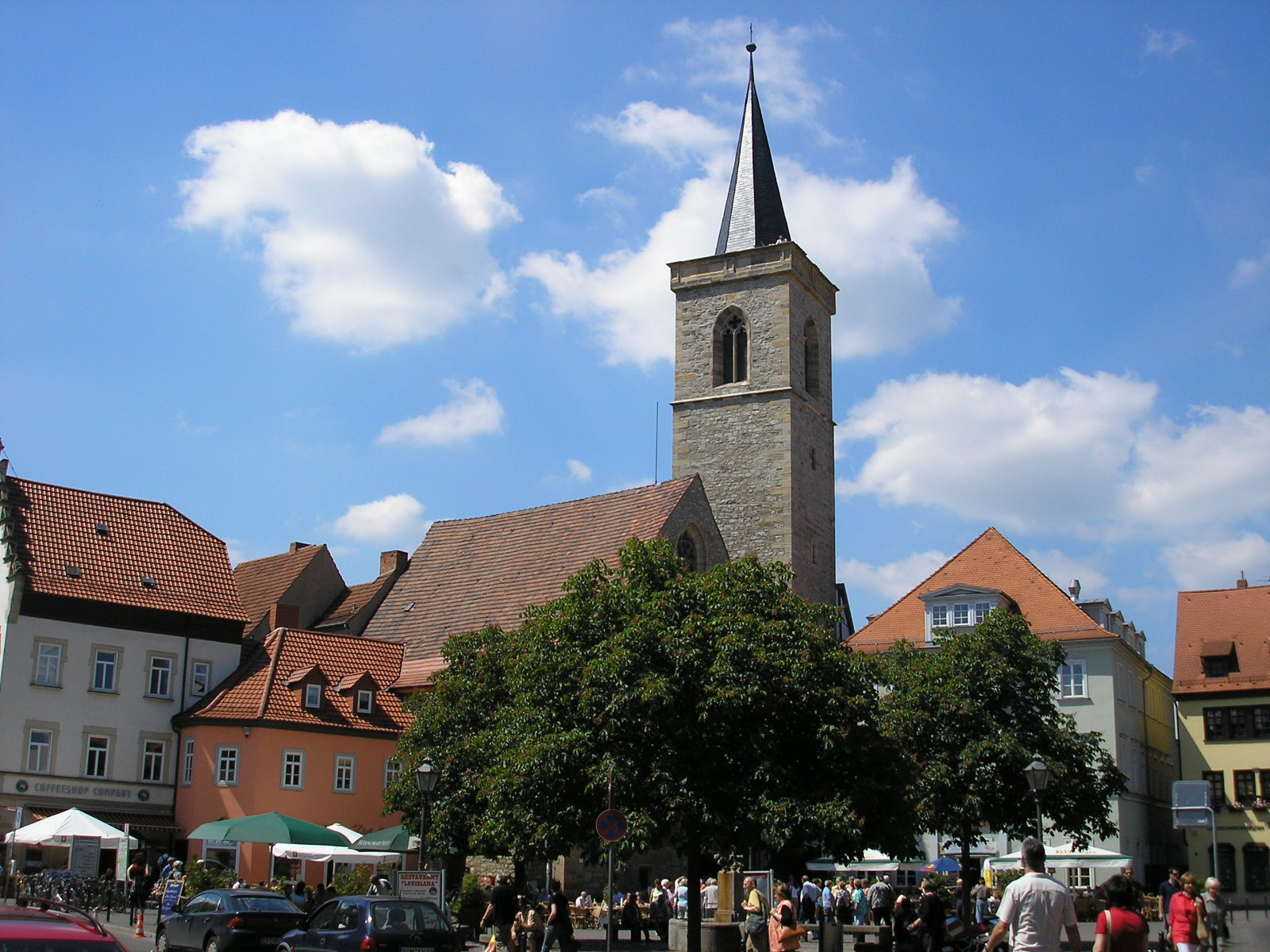
Vista sul Wenigemarkt fino alla chiesa di Sant'Egidio

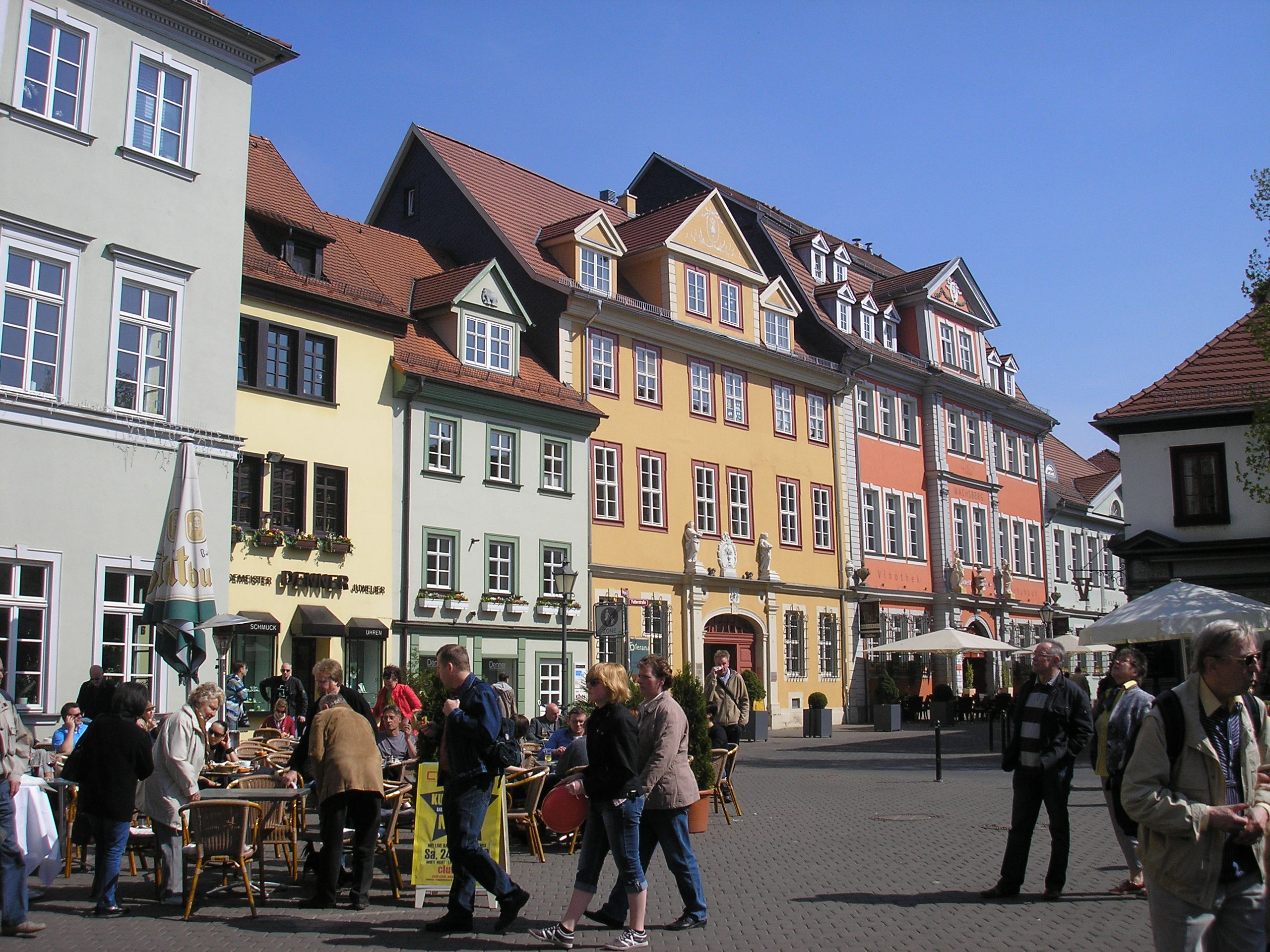
Lo sviluppo del lato nord della piazza

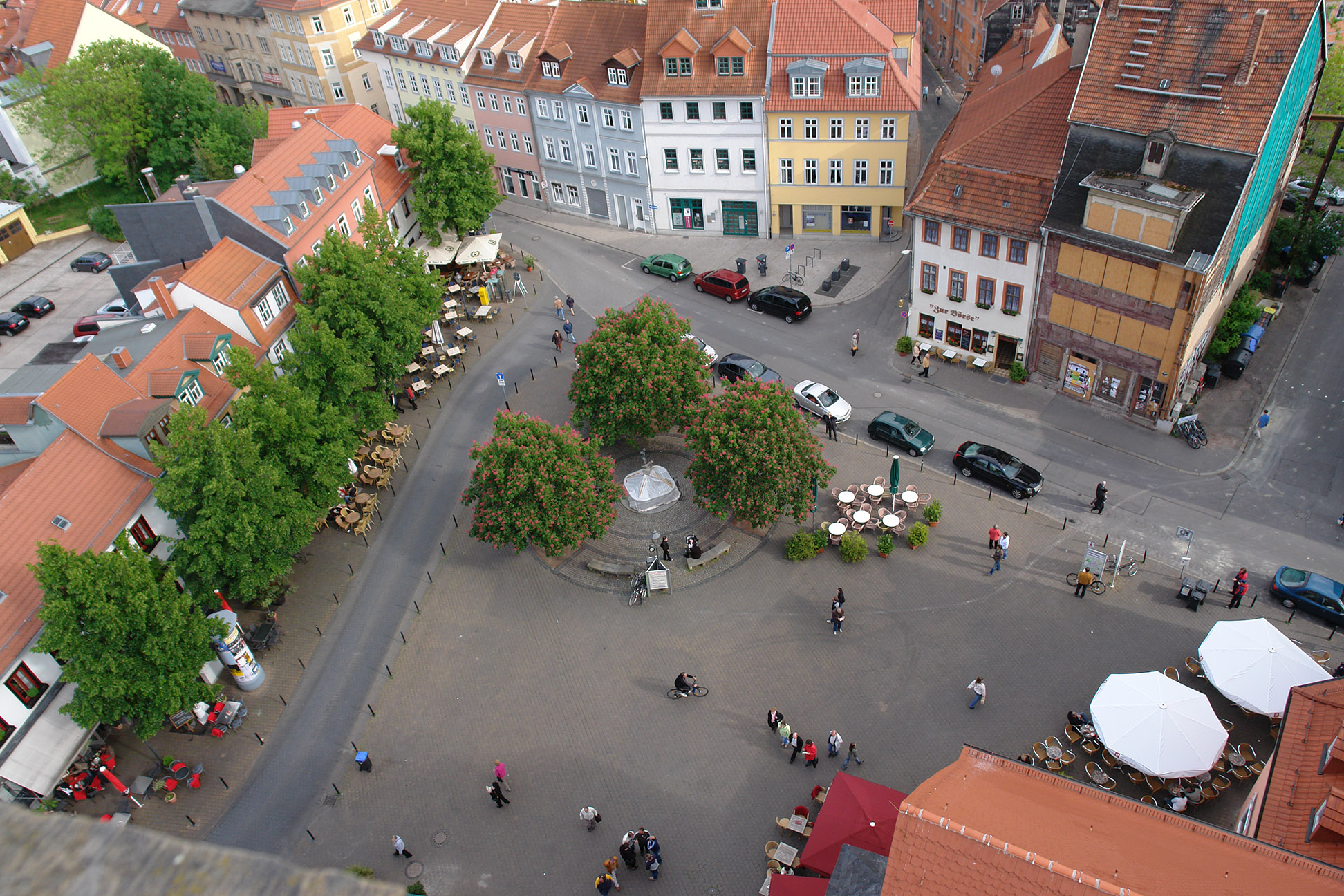
Vista dal campanile della chiesa sulla piazza del mercato

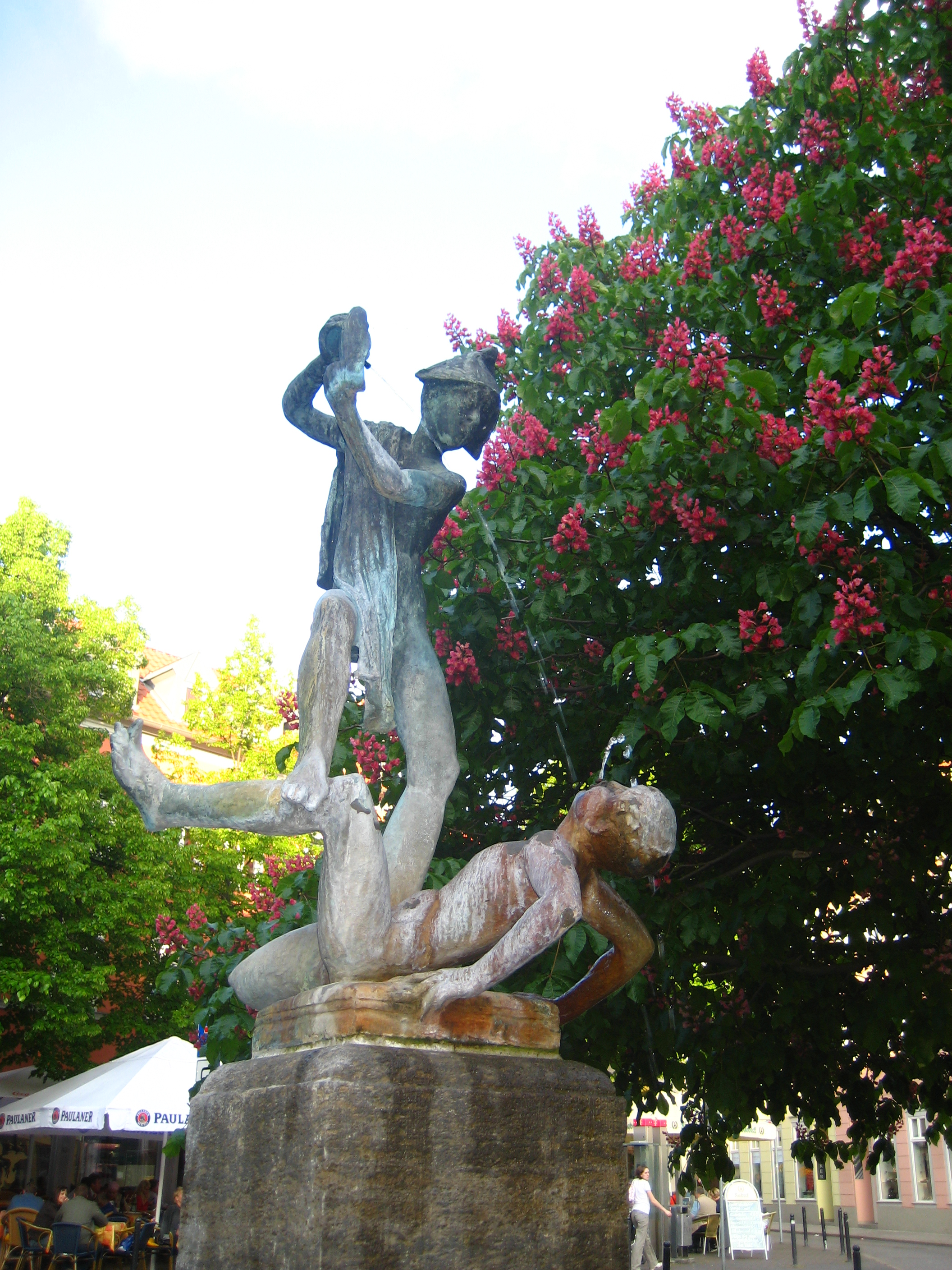
Fontana con scultura in bronzo "Raufende Knaben"

Il Wenigemarkt è una piccola piazza del mercato nel centro storico di Erfurt. Si trova all'estremità orientale del Krämerbrücke.

## Descrizione
Il Wenigemarkt è a forma triangolare irregolare con una lunghezza laterale di circa 60 metri. Ciò lo rende di dimensioni simili al vicino Fischmarkt sull'altro lato del fiume Gera. La principale via commerciale del Wenigemarkt correva in direzione ovest-est dal Fischmarkt attraverso il Gera-Furt nell'area dell'attuale Krämerbrücke attraverso la Futterstraße fino alla Johannesstraße. Le altre strade adiacenti, vale a dire Gotthardtstrasse a nord, Meienbergstrasse a est, Pilse a sud-est e Kürschnergasse a sud-ovest, sono di secondaria importanza. Nel 1895 il Rathausbrücke fu aggiunto come ultima strada parallela al Krämerbrücke. Oggi la maggior parte del Wenigemarkt è pedonale; solo sul bordo orientale e meridionale ci sono strade a traffico limitato.
Nella zona sud-est della piazza si trova una fontana, coronata dalla scultura in bronzo Raufende Knaben. È stata creata nel 1975/1976 dallo scultore di Magdeburgo, Heinrich Apel, e trasferita nella sua posizione attuale nel 1990. 
Il Wenigemarkt si caratterizza per i suoi edifici periferici bassi e vecchi rispetto ad altre piazze di Erfurt. Numerosi caffè e ristoranti rendono il Wenigemarkt oggi principalmente un turistico "quartiere dei pub". L'edificio che definisce il Wenigemarkt è la Chiesa di Sant'Egidio sul suo bordo occidentale, che è anche la chiesa sulla testa di ponte orientale del Krämerbrücke.

## Storia
Il Wenigemarkt apparve per la prima volta in un documento nel 1217. Probabilmente, sin dall'XI secolo, esisteva un centro commerciale in questo sito. Inizialmente, la piazza era un mercato a est del fiume Gera. Prese il nome in contrasto con Domplatz, il "grande mercato" di Erfurt. Nel corso del Medioevo, il mercato subì un declino poiché il commercio si spostò in altri luoghi, da un lato, e nei negozi permanenti negli edifici dall'altro. Ben presto sul mercato furono commercializzati solo prodotti locali come il grano, ma non più beni di alta qualità o provenienti da lontano.